# إنيد دام
إنيد دام (بالإنجليزية: Enid Dame)‏ هي كاتِبة وشاعرة أمريكية، ولدت في 28 يونيو 1943، وتوفيت في 25 ديسمبر 2003.